# Encore (album Eminem)
Encore (reso graficamente ƎNCORE) è il quinto album in studio di Eminem, pubblicato il 12 novembre 2004.

## Descrizione
La copertina del disco, che mostra il rapper mentre s'inchina davanti ad una platea, esprime la sua intenzione di voler abbandonare presto la carriera da musicista. Ciò è suggerito anche dal finale della title track, in cui Slim Shady (l'alter ego musicale di Eminem) uccide il pubblico con una pistola e poi si suicida.
Prodotto di nuovo con il suo mentore Dr. Dre, Encore è stato premiato negli Stati Uniti con 5 dischi di platino.
Dei suoi singoli: 
- "Just Lose It" ironizza sulle recenti vicende personali di Michael Jackson;
- "Mosh" critica apertamente la politica estera di George W. Bush;
- "Like Toy Soldiers" parla degli screzi con il rapper rivale Benzino (e tra le rispettive etichette discografiche);
- "Mockingbird" è dedicata al rapporto di affetto tra Eminem e sua figlia Hailie Jade Scott;
- "Ass Like That" prende in giro le cantanti pop Jessica Simpson, Hilary Duff, Britney Spears e JoJo, ma anche gli attori Arnold Schwarzenegger e Paul Reubens.
- In "Like Toy Soldiers" (che campiona "Toy Soldiers" di Martika), Eminem stesso censura parte del testo; tale spezzone sarebbe "Suge Knight", ovvero il nome dell'ex braccio destro e rivale di Dr. Dre.[25]

## Accoglienza
| Recensione           | Giudizio |
| -------------------- | -------- |
| AllMusic             |          |
| Robert Christgau     | A        |
| Entertainment Weekly | C-       |
| PopMatters           |          |
| RapReviews           |          |
| NME                  |          |
| Pitchfork            |          |
| Q                    |          |
| Rolling Stone        |          |
| Billboard            |          |
| The Guardian         |          |
| Los Angeles Times    |          |

Accolto con recensioni generalmente miste, su Metacritic ottiene un punteggio pari a 64/100 basato su 26 recensioni. Il disco vende 710 000 copie nei primi tre giorni e 1,5 milioni di copie fisiche nella prima settimana negli Stati Uniti, ottenendo quattro certificazioni di disco di platino dalla RIAA prima della fine dell'anno. A nove mesi dalla sua uscita, Encore ha venduto 11 milioni di copie in tutto il mondo. Al novembre 2013 ha venduto 5,343 milioni di copie negli Stati Uniti.

## Tracce
1. "Curtains Up" (Encore Version)
2. "Evil Deeds" (prodotta da Dr. Dre)
3. "Never Enough" (featuring 50 Cent and Nate Dogg) (prodotta da Dr. Dre)
4. "Yellow Brick Road" (prodotta da Eminem & Louis Resto)
5. "Like Toy Soldiers" (prodotta da Eminem & Louis Resto)
6. "Mosh" (prodotta da Dr. Dre)
7. "Puke" (prodotta da Eminem & Louis Resto)
8. "My 1st Single" (prodotta da Eminem & Louis Resto)
9. "Paul" (skit) (Performed by Paul Rosenberg)
10. "Rain Man" (prodotta da Dr. Dre)
11. "Big Weenie" (prodotta da Dr. Dre)
12. "Em Calls Paul" (skit) (Performed by Eminem)
13. "Just Lose It" (prodotta da Dr. Dre)
14. "Ass Like That" (prodotta da Dr. Dre)
15. "Spend Some Time" (featuring 50 Cent, Obie Trice, e Stat Quo) (prodotta da Eminem & Louis Resto)
16. "Mockingbird" (prodotta da Eminem & Louis Resto)
17. "Crazy in Love" (prodotta da Eminem & Louis Resto)
18. "One Shot 2 Shot" (featuring D-12) (prodotta da Eminem & Louis Resto)
19. "Final Thought" (skit)
20. "Encore/Curtains Down" (featuring Dr. Dre, 50 Cent) (prodotta da Dr. Dre)

Bonus CD:
1. "We As Americans" (prodotta da Eminem & Louis Resto)
2. "Love You More" (prodotta da Eminem & Louis Resto)
3. "Ricky Ticky Toc" (prodotta da Eminem & Louis Resto)

## Formazione
- Eminem – voce
- Mark Batson – basso, tastiera
- Steve King – basso, chitarra, tastiera, mandolino
- Mike Elizondo – chitarra, tastiera, sitar
- Louis Resto – tastiera

## Classifiche

### Classifiche settimanali
| Classifica (2004)         | Posizione massima |
| ------------------------- | ----------------- |
| Australia                 | 1                 |
| Austria                   | 1                 |
| Belgio (Fiandre)          | 2                 |
| Belgio (Vallonia)         | 8                 |
| Canada                    | 1                 |
| Danimarca                 | 2                 |
| Finlandia                 | 1                 |
| Francia                   | 1                 |
| Germania                  | 1                 |
| Giappone                  | 3                 |
| Irlanda                   | 1                 |
| Italia                    | 6                 |
| Norvegia                  | 2                 |
| Nuova Zelanda             | 1                 |
| Paesi Bassi               | 2                 |
| Polonia                   | 9                 |
| Portogallo                | 8                 |
| Regno Unito               | 1                 |
| Stati Uniti               | 1                 |
| US Top R&B/Hip-Hop Albums | 1                 |
| Svezia                    | 2                 |
| Svizzera                  | 1                 |

### Classifiche di fine anno
| Classifica (2004)         | Posizione |
| ------------------------- | --------- |
| Australia                 | 18        |
| Stati Uniti               | 96        |
| US Top R&B/Hip-Hop Albums | 61        |
| Classifica (2005)         | Posizione |
| Australia                 | 23        |
| Stati Uniti               | 2         |
| US Top R&B/Hip-Hop Albums | 4         |

### Classifiche di fine decennio
| Classifica (2000–2009) | Posizione |
| ---------------------- | --------- |
| Stati Uniti            | 40        |